# Nuvolaugruppe
Die Nuvolaugruppe (italienisch Gruppo del Nuvolau) ist eine Berggruppe in den Ampezzaner Dolomiten. Sie befindet sich in der italienischen Region Venetien.

## Geographie

### Lage
Die Berggruppe liegt südwestlich von Cortina d’Ampezzo und nordöstlich von Alleghe in der Provinz Belluno zwischen dem Valle del Boite und dem Val Cordevole. Ihre höchste Erhebung ist der Monte Averau mit 2649 m s.l.m.

### Abgrenzung
Die Gruppe wird im Südwesten vom Lauf des Cordevole im gleichnamigen Tal von der Marmolatagruppe abgegrenzt. Im Süden bildet das zum Passo Staulanza (1773 m) führende Val Fiorentina die Grenze zur Cristallogruppe. Das auf etwa halber Länge vom Val Fiorentina nach Norden zum Passo di Giau (2236 m) abbiegende Val Codalunga trennt die Croda-da-Lago-Gruppe von der Nuvolaugruppe ab. Vom im Südosten der Gruppe gelegenen Passo di Giau bildet das in das Valle del Boite führende Val Cernera die Grenze. Im Norden grenzt das von Val Costeana die Gruppe von den Tofane ab. Im Nordwesten bildet der Passo di Falzarego (2105 m) die Grenze zur Fanesgruppe. Im Westen bildet das Valle d’Andraz die Grenze zum Fodom.
Administrativ teilt sich die Nuvolaugruppe auf die vier Belluneser Gemeinden Livinallongo del Col di Lana, Cortina d’Ampezzo, San Vito di Cadore und Colle Santa Lucia auf.

### Geologie
Die Nuvolaugruppe setzt sich aus verschiedenen Gesteinseinheiten zusammen. Bestehen der Monte Averau und die Cinque Torri aus Dolomia Principale, besteht die Croda Negra und die La Gusela aus Cassianer Dolomit. Am Monte Nuvolau wird im Gipfelbereich der Cassianer Dolomit von der Dolomia Principale überlagert. Diese zwischen Obertrias und Unterjura entstandene Formationen sind nordöstlich und südwestlich des Hauptkammes von Sedimenten aus dem Pliozän und dem Quartären Eiszeitalter umgeben.
Die nördlich und südlich des Monte Averau befindlichen Blockgletscher sind deutliche Spuren des letzteiszeitlichen Maximums. Zwei weitere Blockgletscher befinden sich westlich der Croda Negra und südwestlich der La Gusela.
Vulkanischen Ursprungs ist der Monte Pore am südwestlichen Rand der Gruppe. Seine oberen Bereiche bestehen aus Tuff aus dem Mitteltrias, die auf älteren Formationen aus dem Untertrias und dem Oberperm aufliegen.

### Geomorphologie
Geomorphologisch betrachtet bildet die Nuvolaugruppe eine in nordöstlicher Richtung geneigte Monoklinale mit zwei großen Hochebenen. Während die Ebene an der Südseite von Wiesenflächen gekennzeichnet ist, die von mehreren kleineren Tälern unterbrochen werden, ist die Nordseite dagegen wesentlich felsiger. Die bewaldete Nordostseite fällt zum Ampezzaner Becken ab. Zwischen Passo di Falzarego und Passo di Giau erheben sich die bedeutendsten Erhebungen der Gruppe, die den Rücken der Gruppe bilden.

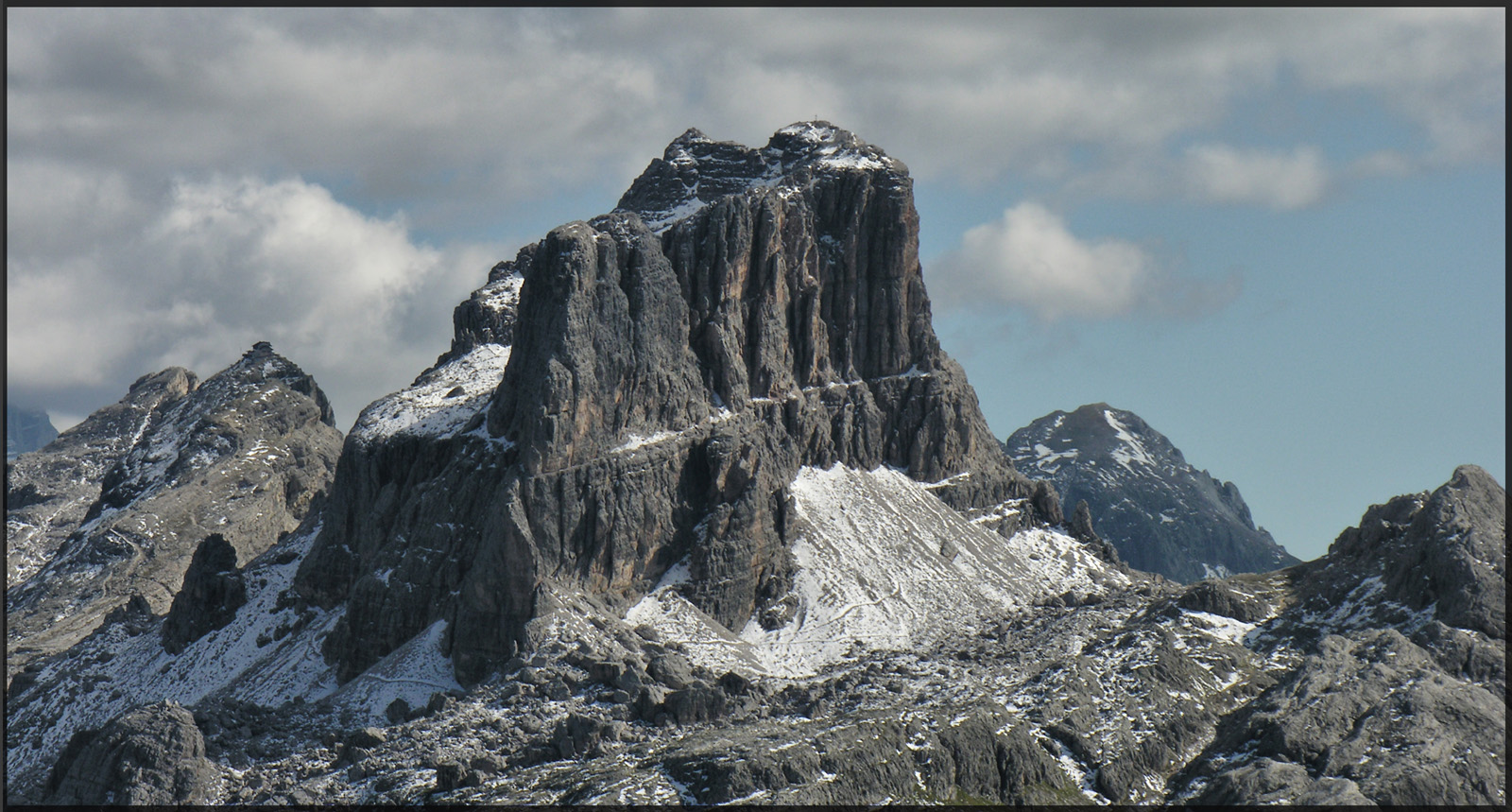
Averau
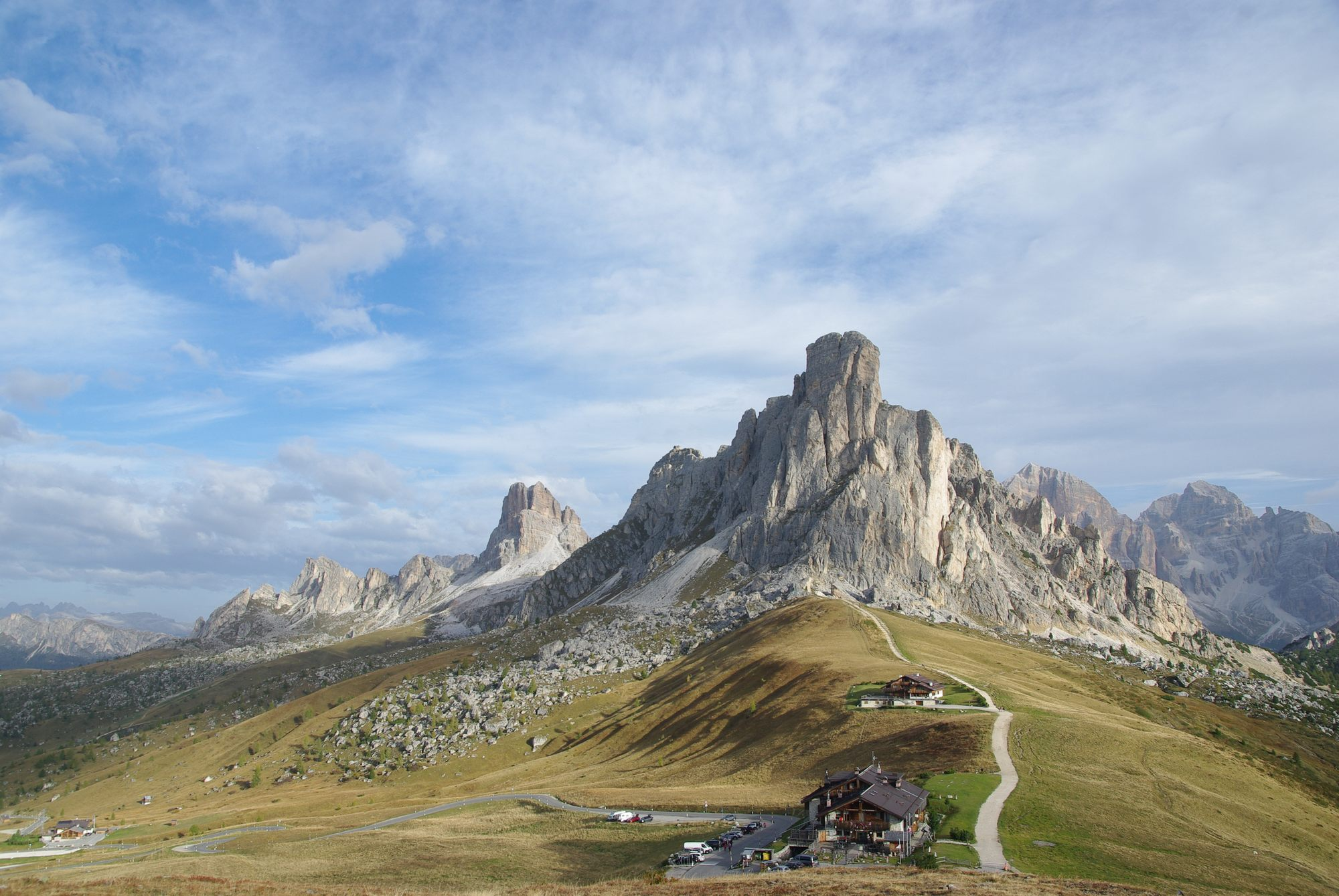
Gusela, Nuvolau, Averau und Croda Negra (von rechts nach links)
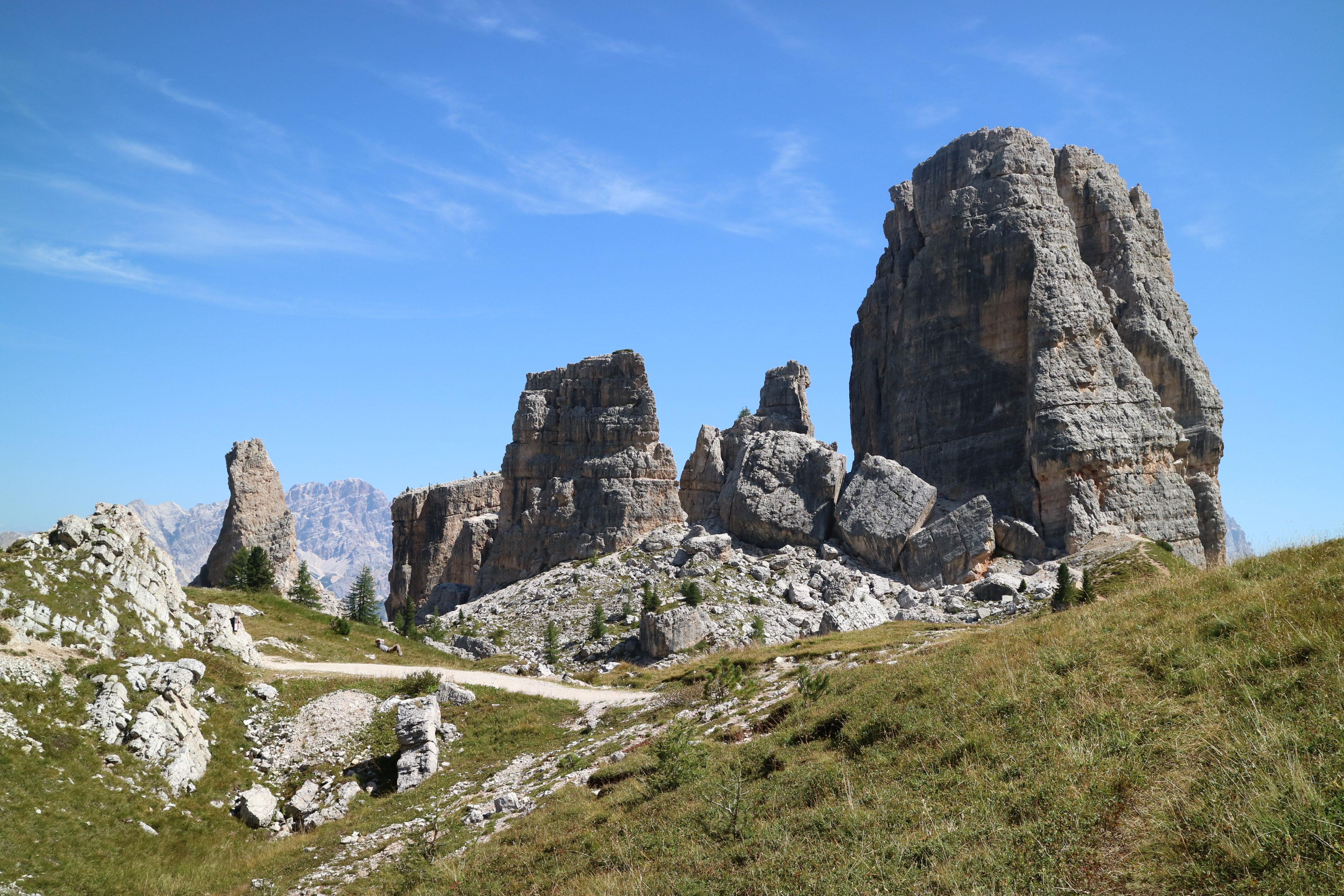
Cinque Torri
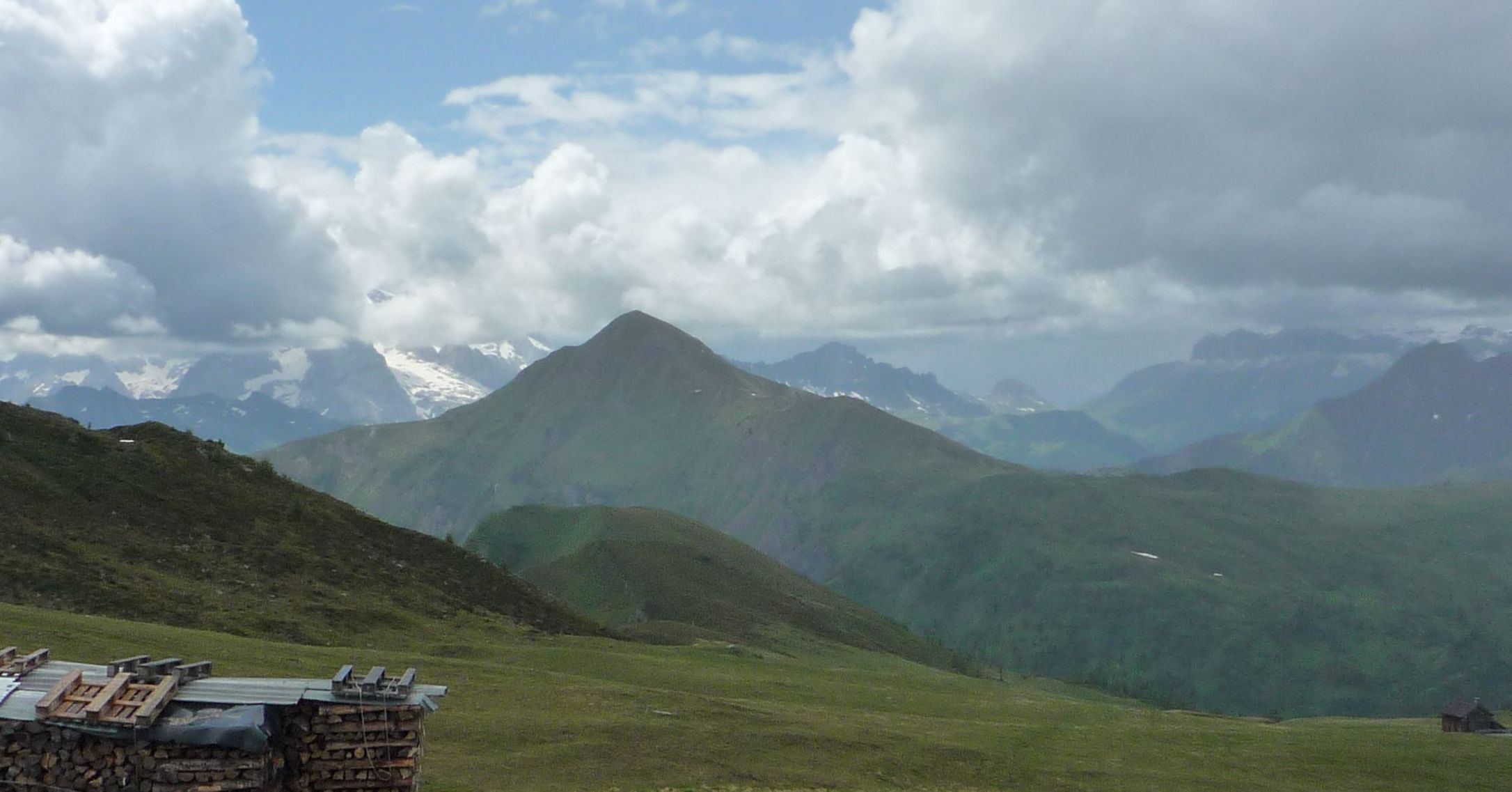
Monte Pore vom Passo di Giau
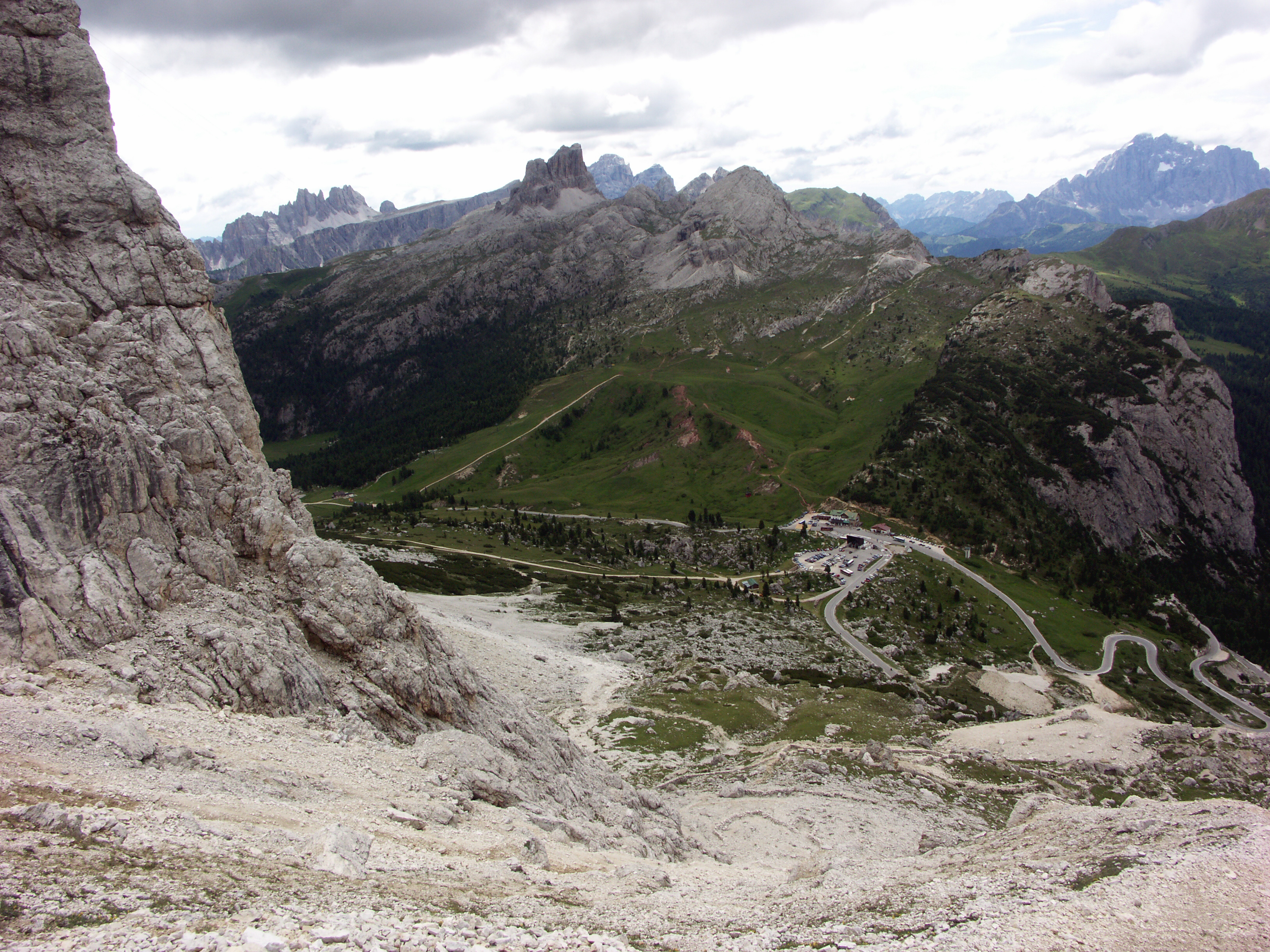
Nuvolaurücken vom Lagazuoi mit Passo di Falzarego, Col Gallina, Croda Negra und Averau

### Gliederung
Die Nuvolaugruppe ist nach SOIUSA eine Untergruppe der westlichen Ampezzaner Dolomiten. Unabhängig davon wurde sie bereits zu Beginn des 20. Jahrhunderts als eigenständige Gruppe der Dolomiten betrachtet, so beispielsweise in dem von Antonio Berti verfassten und 1908 veröffentlichten Gebietsführer Dolomiti di Cadore, der 1928 erstmals in der vom Club Alpino Italiano herausgegebenen Reihe Guida dei Monti d’Italia unter dem Titel Dolomiti Orientali erschien.
Die Gruppe besteht demnach aus einem Bergkamm, dem Nuvolaurücken (ital. Dorso del Nuvolau) und zwei diesem vorgelagerten und klar abgegrenzten Einzelgruppen, den Cinque Torri und dem Monte Pore.

#### Nuvolaurücken
Der Nuvolaurücken bildet den zentralen Teil der Gruppe. Er zieht sich südwestlich des Passo di Falzarego in südöstlicher Richtung fort und endet mit der Ra Gusella. Die höchste Erhebung des Bergrückens bildet der Monte Averau mit 2649 m s.l.m. Er ist damit zugleich auch der höchste Berg der gesamten Nuvolaugruppe.

#### Cinque Torri
Die Cinque Torri (deutsch Fünf Türme) sind eine dem Novulaokamm nördlich vorgelagerte charakteristische Monolithengruppe auf der zum Val Costeana sanft abfallenden Seite der Nuvolaugruppe. Der höchste Monolith ist die Torre Grande mit 2361 m s.l.m.

#### Monte Pore
Nördlich von Colle Santa Lucia am Rand des Val Cordevole gelegen, ist der Monte Pore (ladinisch Spiz de Poure) dem Hauptkamm der Gruppe vorgelagert. Er hebt sich aufgrund seiner geologischen Vergangenheit, seiner Geomorphologie und seines dunklen aus Vulkaniten bestehenden Gesteins von der übrigen Nuvolaugruppe ab.

### Gipfel
- Monte Averau 2649 m s.l.m.
- Monte Gusela, La Gusela oder Ra Gusela 2595 m s.l.m.
- Monte Nuvolau 2574 m s.l.m.
- Croda Negra 2518 m s.l.m.
- Monte Pore 2405 m s.l.m.
- Torre Grande 2361 m s.l.m.

### Gewässer
Die Gewässer der Nuvolaugruppe gehören östlich des Nuvolaukammes dem Einzugsgebiet des Boite an, während sie westlich davon den Cordevole speisen. Beide sind Zuflüsse des Piave. Sowohl die östlich abfließenden Wildbächen Rio Falzarego und Rio Costeana, als auch die dem Cordevole zufließenden Codalunga, Andraz variieren je nach Niederschlag und Schneeschmelze stark in ihren Abflussmengen. Mit dem in der Nähe der Großen Dolomitenstraße gelegenen Lago Bain de Dones und dem nordwestlich des Monte Averau gelegenen Lago Limedes befinden sich zwei kleine Bergseen an der Nordseite der Gruppe. Der Wasserstand der beiden Karstseen ist ebenfalls starken Schwankungen ausgesetzt, so dass der kleinere Lago Limedes oder Limides im Herbst auch trocken liegen kann.

## Natur
Trotz anthropogener Einflüsse bedingt durch die touristische Erschließung der Gruppe, weist die Nuvolaugruppe eine nicht unbedeutende Biotopvielfalt und eine damit verbundene Artenvielfalt auf. Sie ist gekennzeichnet durch subalpine und alpine Höhenstufen. Neben ausgedehnten Nadelwald- und Wiesenflächen sind aber auch einige Feuchtgebiete zu finden, die sich auf wasserundurchlässigen Stellen der sonst eher karstigen Oberfläche bilden konnten.

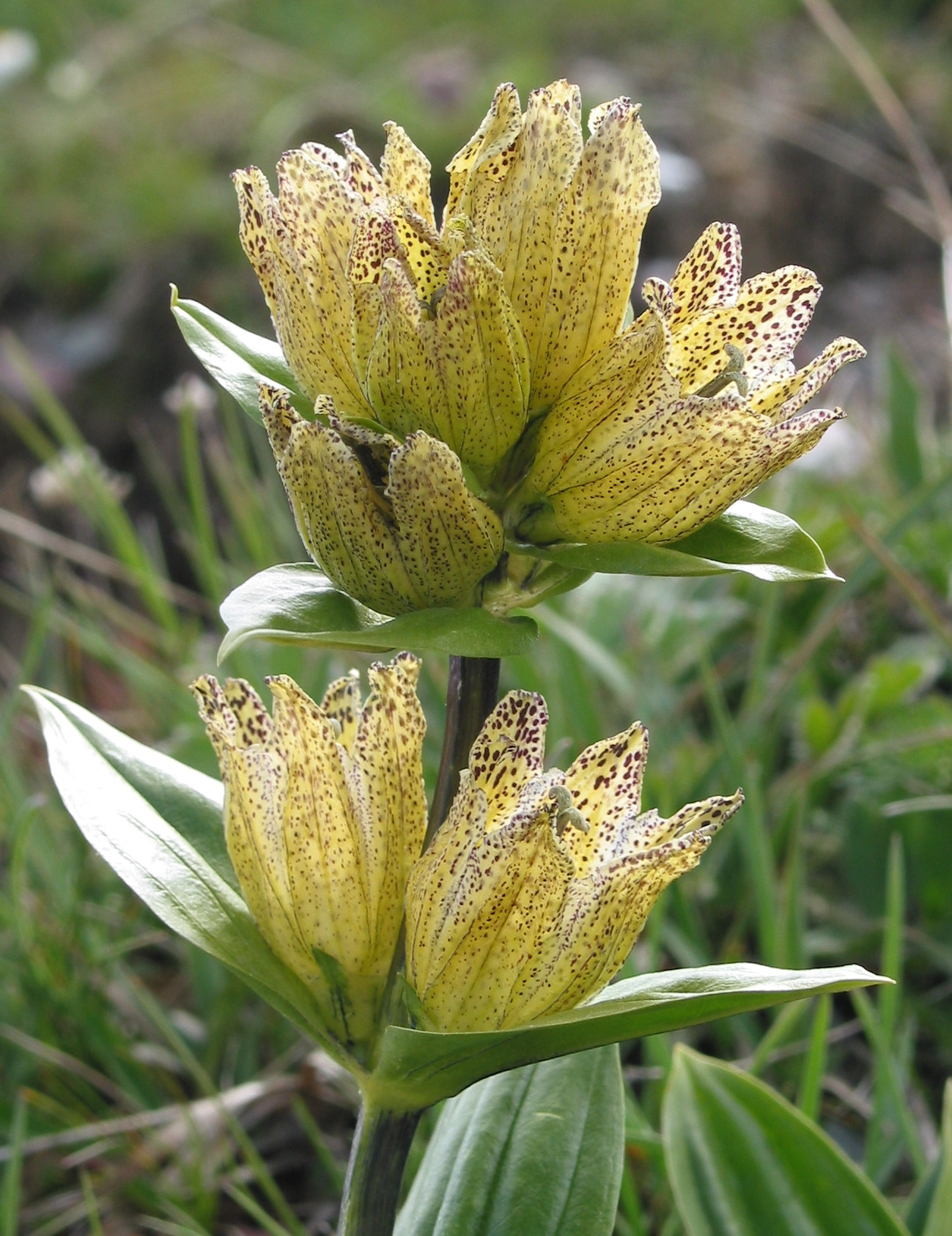
Tüpfel-Enzian (Gentiana punctata)
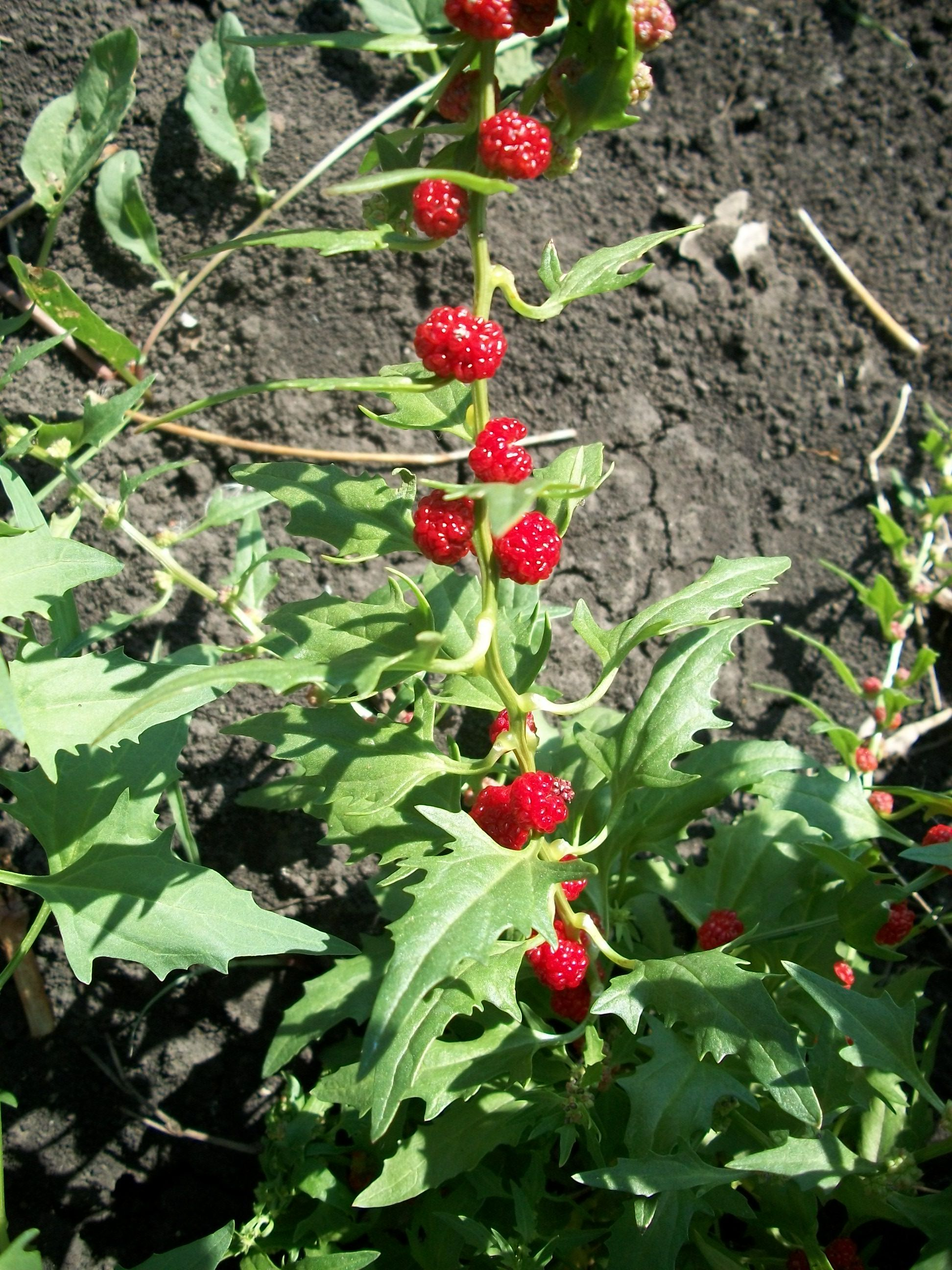
Echter Erdbeerspinat (Blitum virgatum)
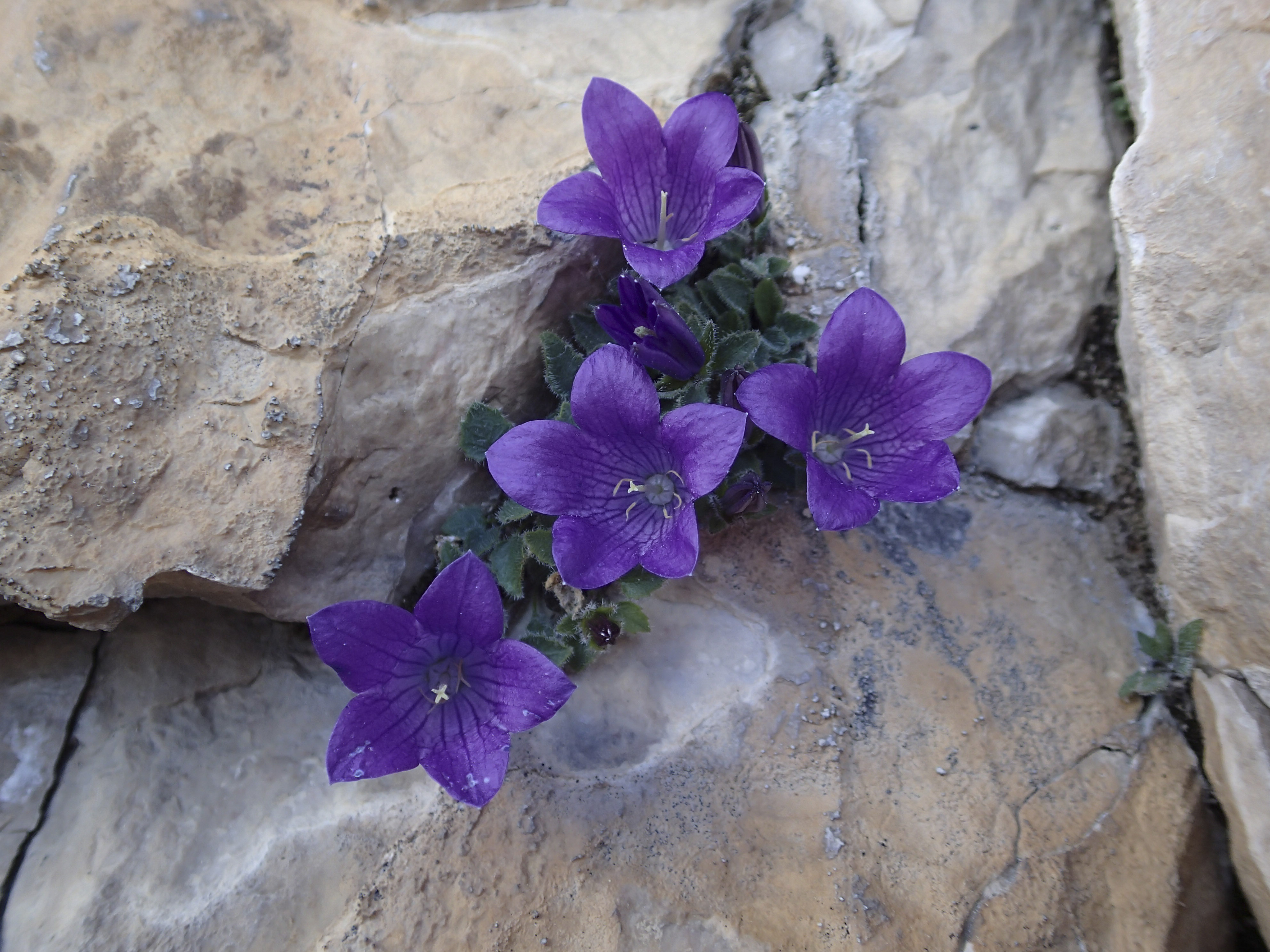
Dolomiten-Glockenblume (Campanula morettiana)
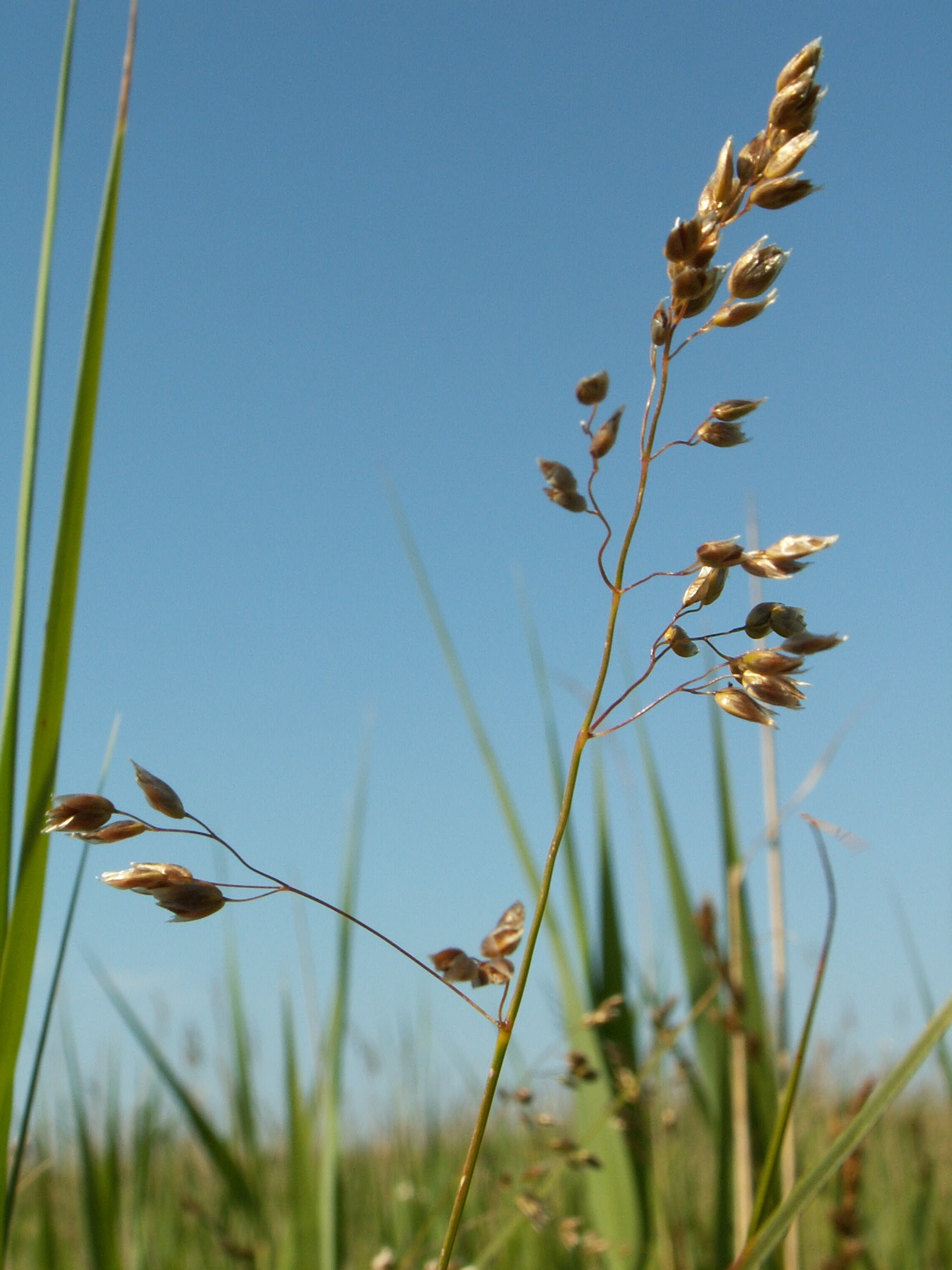
Duftendes Mariengras (Hierochloe odorata)
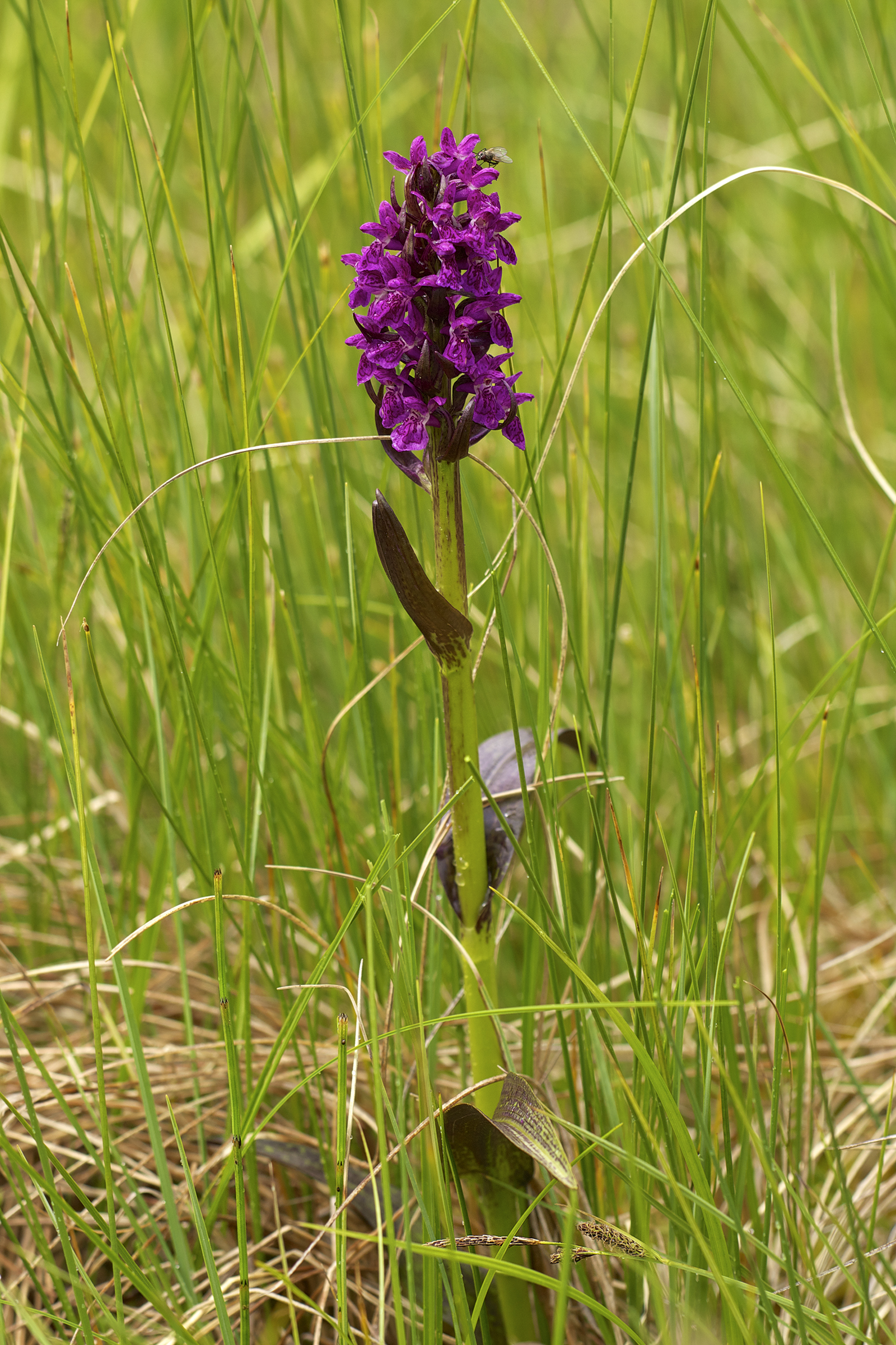
Blutrotes Knabenkraut (Dactylorhiza cruenta)

### Flora
Die Monolithentürme der Cinque Torri mit ihren Felswänden und Überhängen sind der Standort einiger in den Dolomiten endemische vorkommender Arten, wie die Dolomiten-Glockenblume. Um die Cinque Torri befinden sich bedeutende, in der Vergangenheit als Magerwiesen genutzte Flächen. Südlich der Torre Grande liegen in einer Mulde eine kleine basenreiche Moorfläche und Alluvialböden, die aus ehemaligen Gletscherabflüssen entstanden sind. Der Feuchtstandort ist der Lebensraum einiger seltener und bedrohter Arten wie dem Echten Erdbeerspinat, dem Dolomit-Streifenfarn, die Graugrüne Nabelmiere, dem Dolomiten-Mannsschild oder die Niedrige Schwarzwurzel.
Die Almflächen um den Passo di Falzarego mit ihren Lehmböden weisen trotz der dort befindlichen Aufstiegsanlagen und Skipisten eine reiche biologische Vielfalt auf. Hier kommen unter anderem das Duftende Mariengras, das Nickende Weidenröschen, der Alpen-Tragant, das Blutrote Knabenkraut oder die Hechtblaue Weide vor.
Die Magerwiesen rund um den Passo di Giau fallen mit ihren reichen Arnika- und Tüpfel-Enzian-Beständen auf. Des Weiteren kommen zwischen dem Pass und den unterhalb der La Gusela liegenden Felsblöcken, die Überbleibsel eines Blockgletschers sind, unter anderem der Gelbe Frauenschuh der Südliche Tragant und der Alpen-Mauerpfeffer vor. An den nordöstlichen Ausläufern der Gruppe finden sich Hochwälder aus Lärchen und Zirbelkiefern. In den feuchteren und schattigeren Rinnen findet sich auch die Grün-Erle. Der westliche Teil der Gruppe gehört zu den Bereichen, der am wenigsten anthropogenen Einflüssen ausgesetzt ist. Die dort nicht mehr genutzten Magerwiesen sind das Biotop zahlreicher Arten wie dem Brand-Knabenkraut.

### Fauna
Vögel stellen die bedeutendste Klasse von Wirbeltieren dar, die in der Nuvolaugruppe heimisch sind. Darunter befinden sich auch einige Arten, die hier brüten, wie das Alpenschneehuhn an der Nordseite der Gruppe oder das Birkhuhn. Die Felswände der Cinque Torri sind das Habitat der Mauerläufer. In den Wälder an der Ost- und Nordostseite ist der Dreizehenspecht heimisch. Der ebenfalls in den Ampezzaner Dolomiten aber nicht in der Novulaugruppe brütende Steinadler kann auf seinen Streifzügen ebenfalls hier beobachtet werden. Unter den Säugetieren sind neben den Alpenmurmeltieren, die am Falzarego-Pass eine größere Kolonie bilden, in der Gruppe auch Schneehasen anzutreffen.

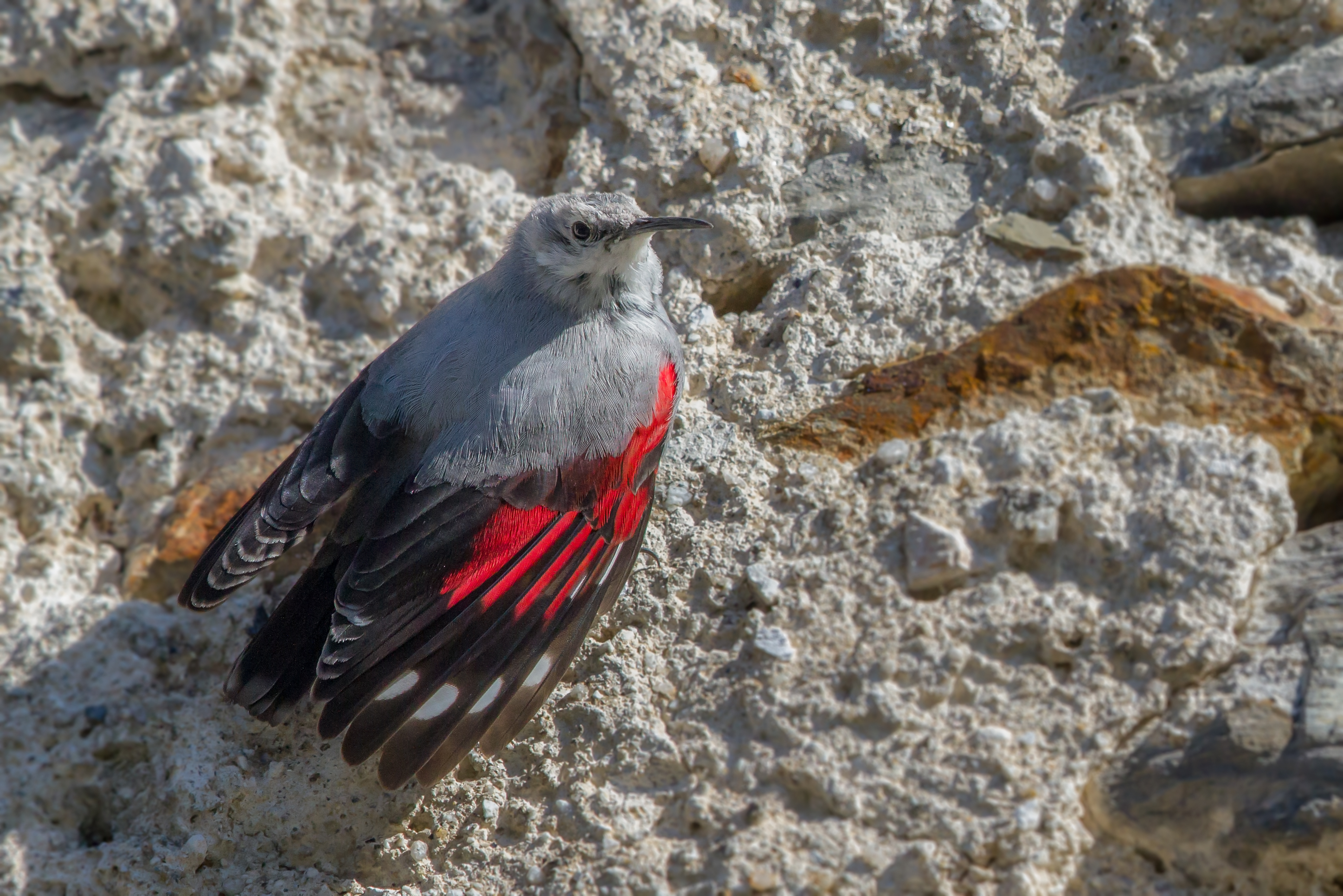
Weiblicher Mauerläufer
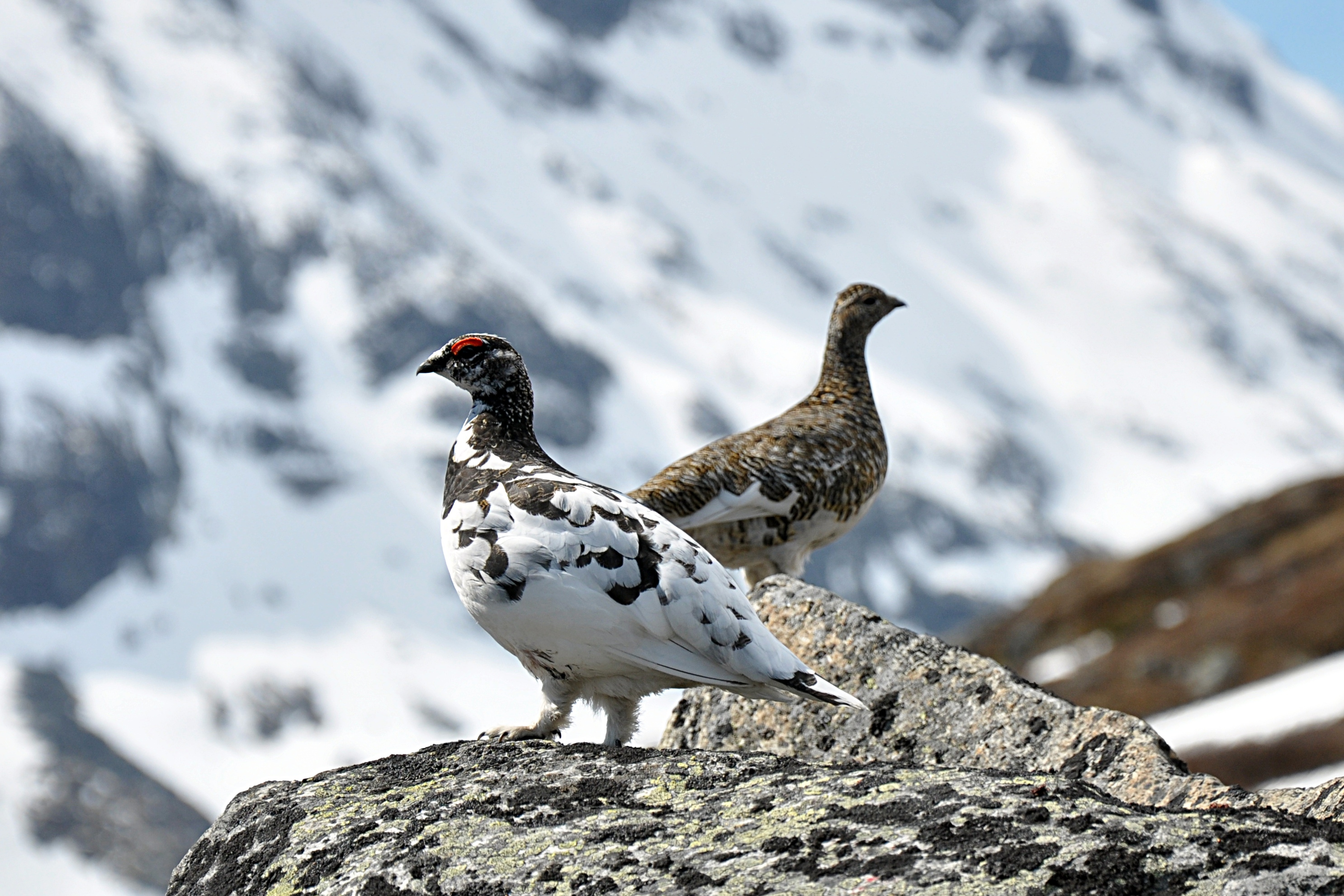
Alpenschneehuhn
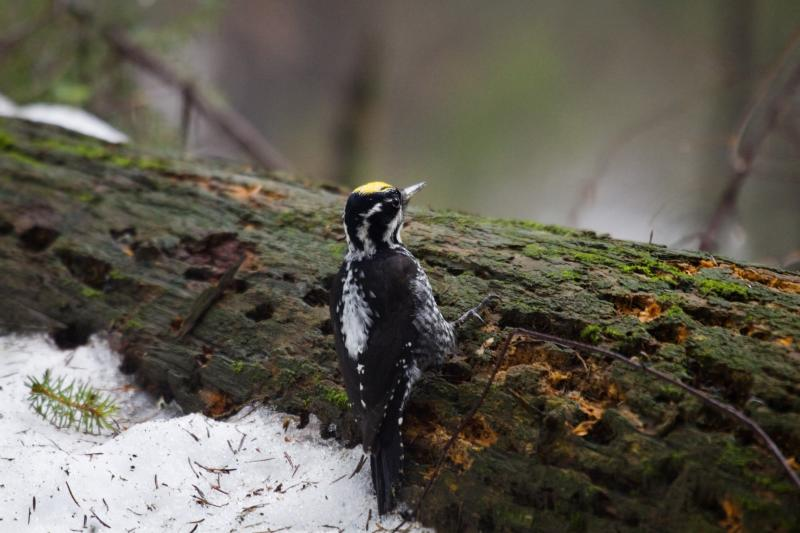
Männlicher Dreizehenspecht
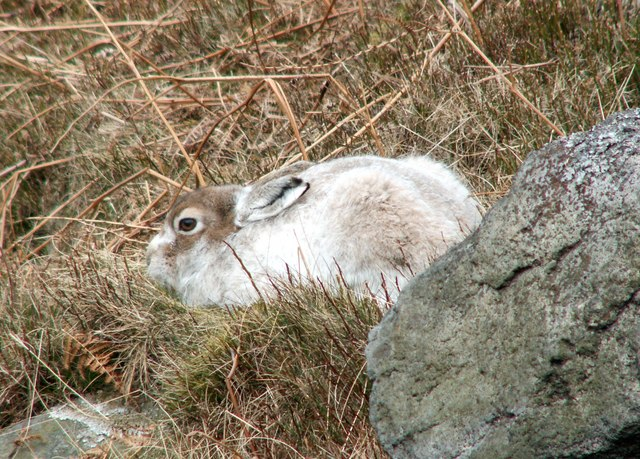
Schneehase im Fellwechsel

### Schutzgebiete
In der Nuvolaugruppe befinden sich mehrere als Schutzgebiete ausgewiesene Biotope. Unter anderem sind dies von Ost nach West:
- Ciòstego – Val De Ra Fontanes: Lärchenwald nordöstlich der Ra Gusela.[11]
- Muraglia di Giau: Moorgebiet nordöstlich der Ra Gusela.[12]
- Naerou: Feuchtgebiet südlich der Cinque Torri.[13]
- Lago Bai de Dones: Karstsee an der Großen Dolomitenstraße, nördlich der Cinque Torri.[14]
- Prati palustri di Giau: Feuchtwiesen am Passo di Giau.[12]
- Lago di Limides – Pian dei Menìs: Nicht zusammenhängendes Schutzgebiet mit dem Karstsee Limides nordwestlich des Monte Averau und unterhalb an der Großen Dolomitenstraße gelegenen Moorgebietes Pian dei Menis.[6]
- Piani di Falzarego: Feuchtwiese, südlich des Passo di Falzarego.[9]

Zudem sind große Teile der Gruppe als Natura 2000 Schutzgebiet ausgewiesen. Zusammen mit dem Monte Pelmo und der Croda-da-Lago-Gruppe bilden sie das nach der FFH-Richtlinie geschützte Gebiet Monte Pelmo - Mondeval - Formin (WDPA-ID 555528630).

## Tourismus

### Schutzhütten
- Rifugio Nuvolau 2574 m s.l.m., CAI Cortina
- Rifugio Averau 2413 m s.l.m., privat
- Rifugio Scoiattoli, 2255 m s.l.m., privat
- Rifugio Cinque Torri 2137 m s.l.m., privat
- Rifugio Col Gallina 2054 m s.l.m., privat
- Rifugio Fedare 2000 m s.l.m., privat

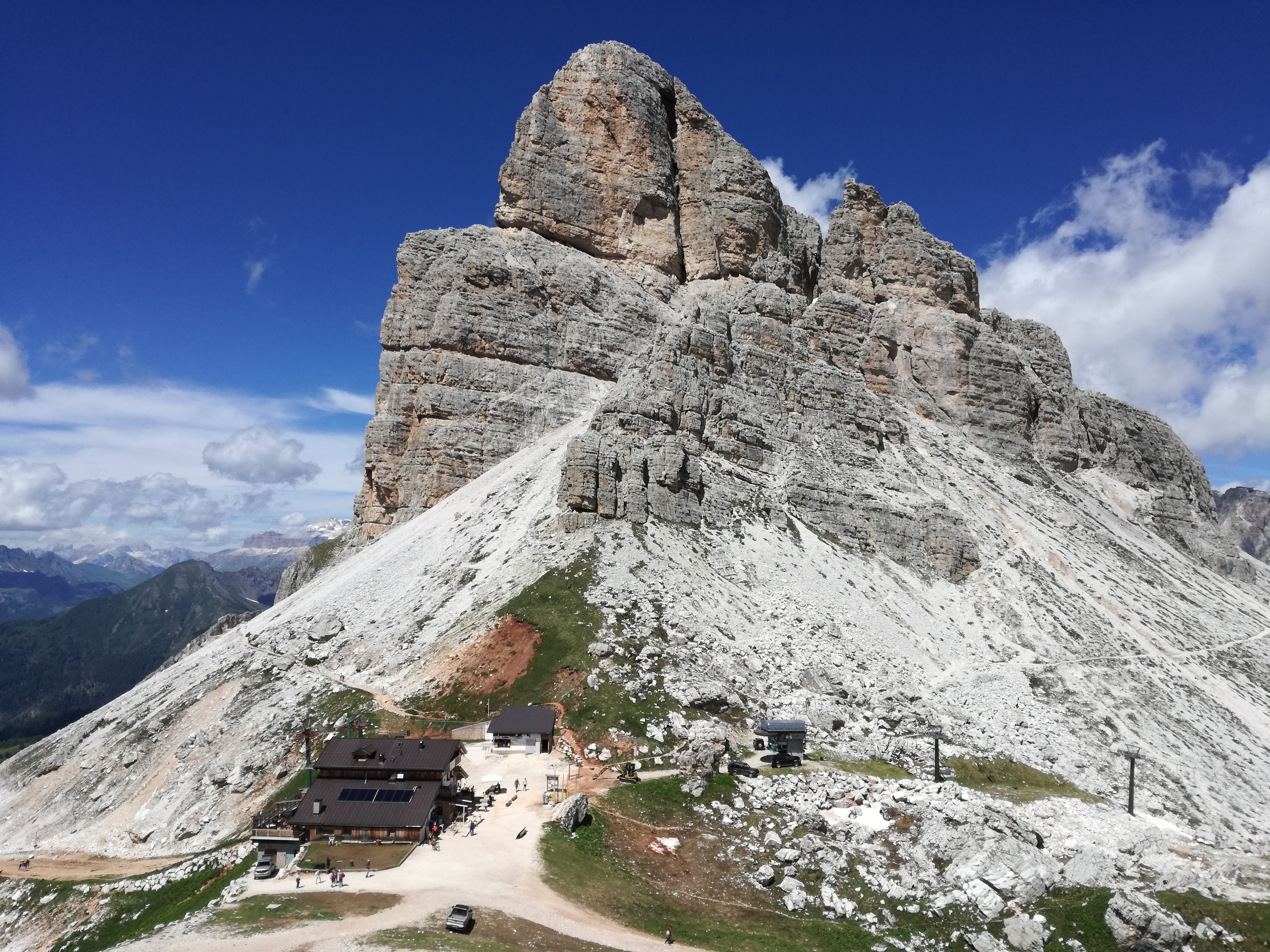
Forcella Nuvolau mit Rifugio Averau und Monte Averau
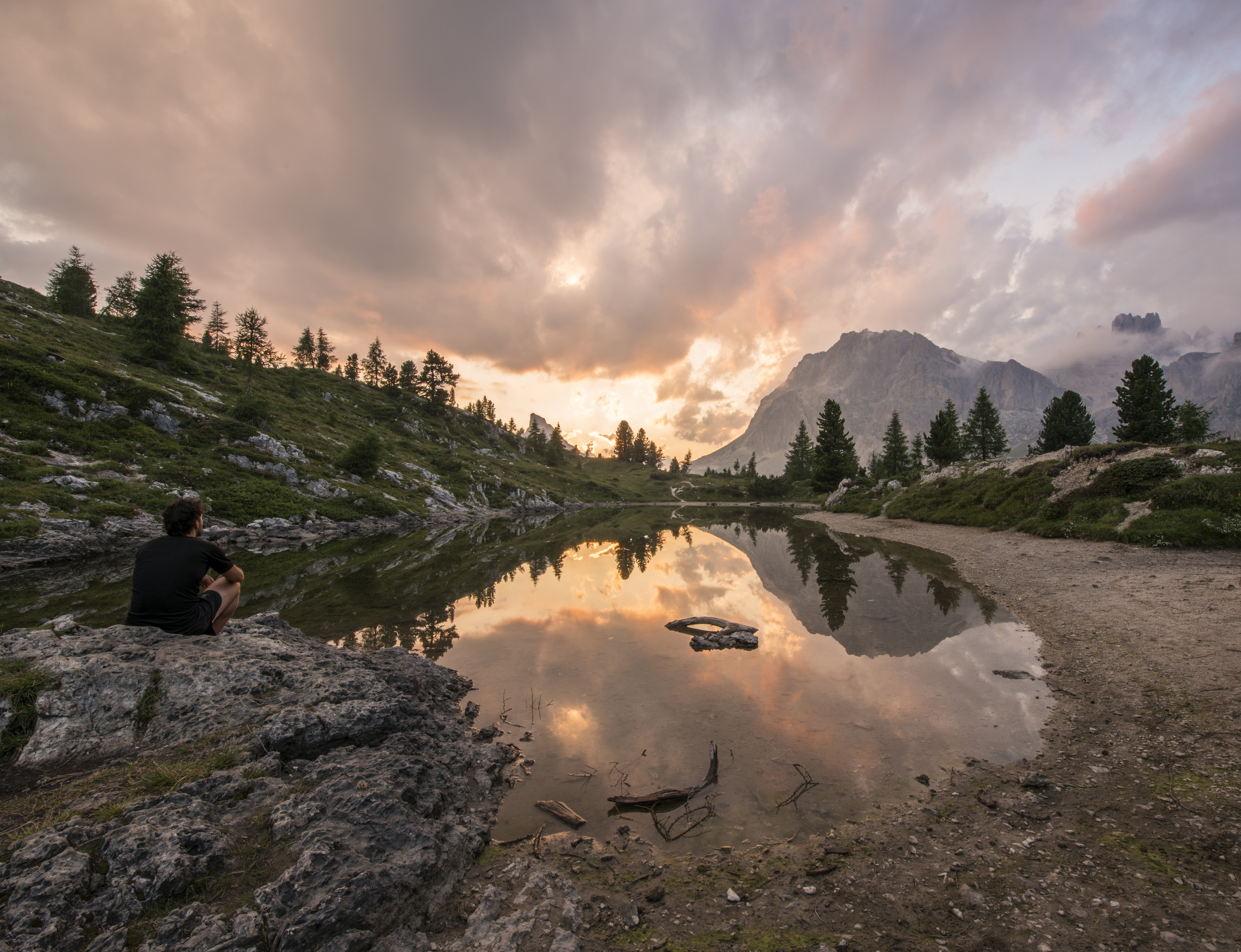
Lago di Limides
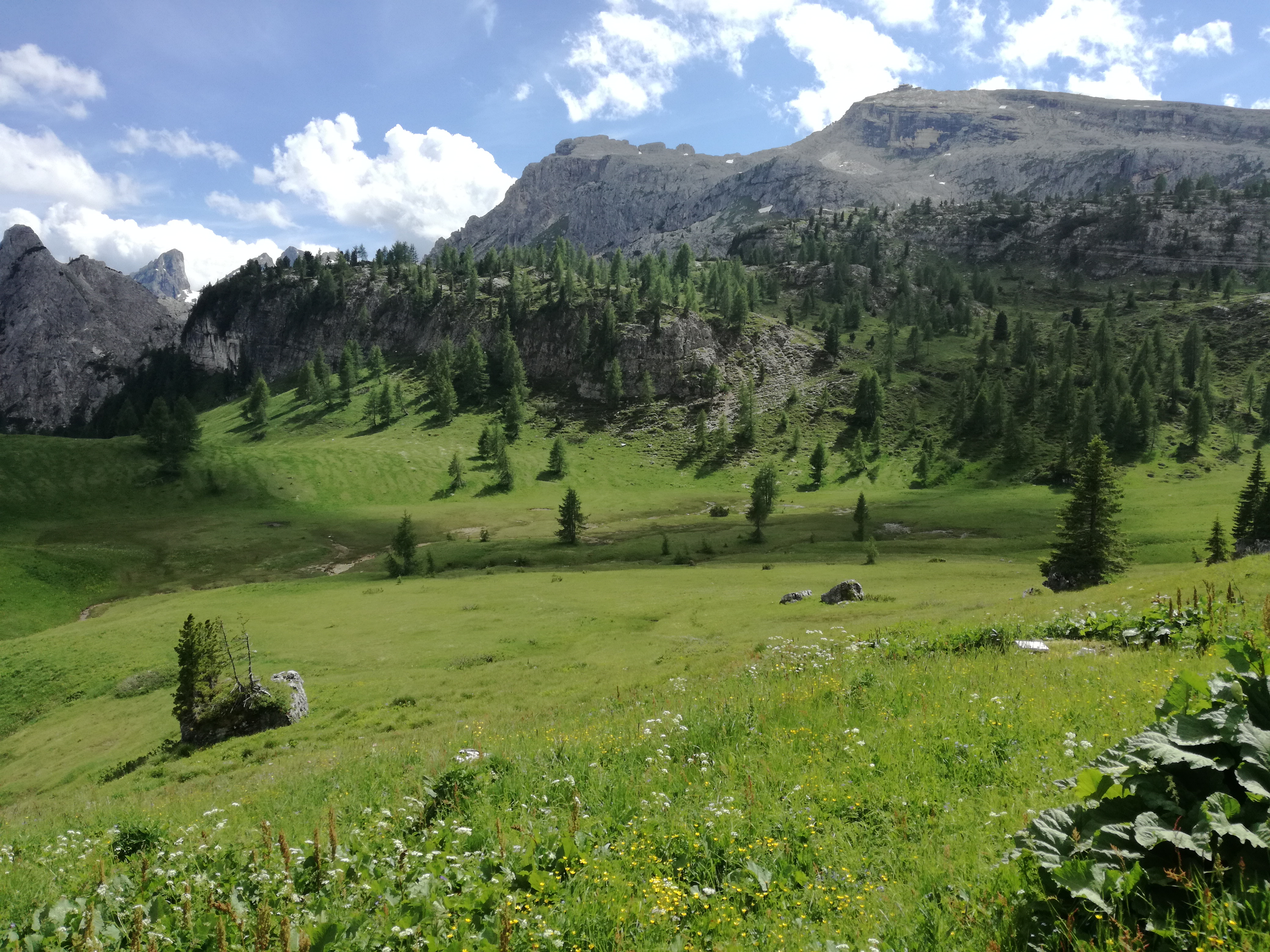
Schutzgebiet Naerou
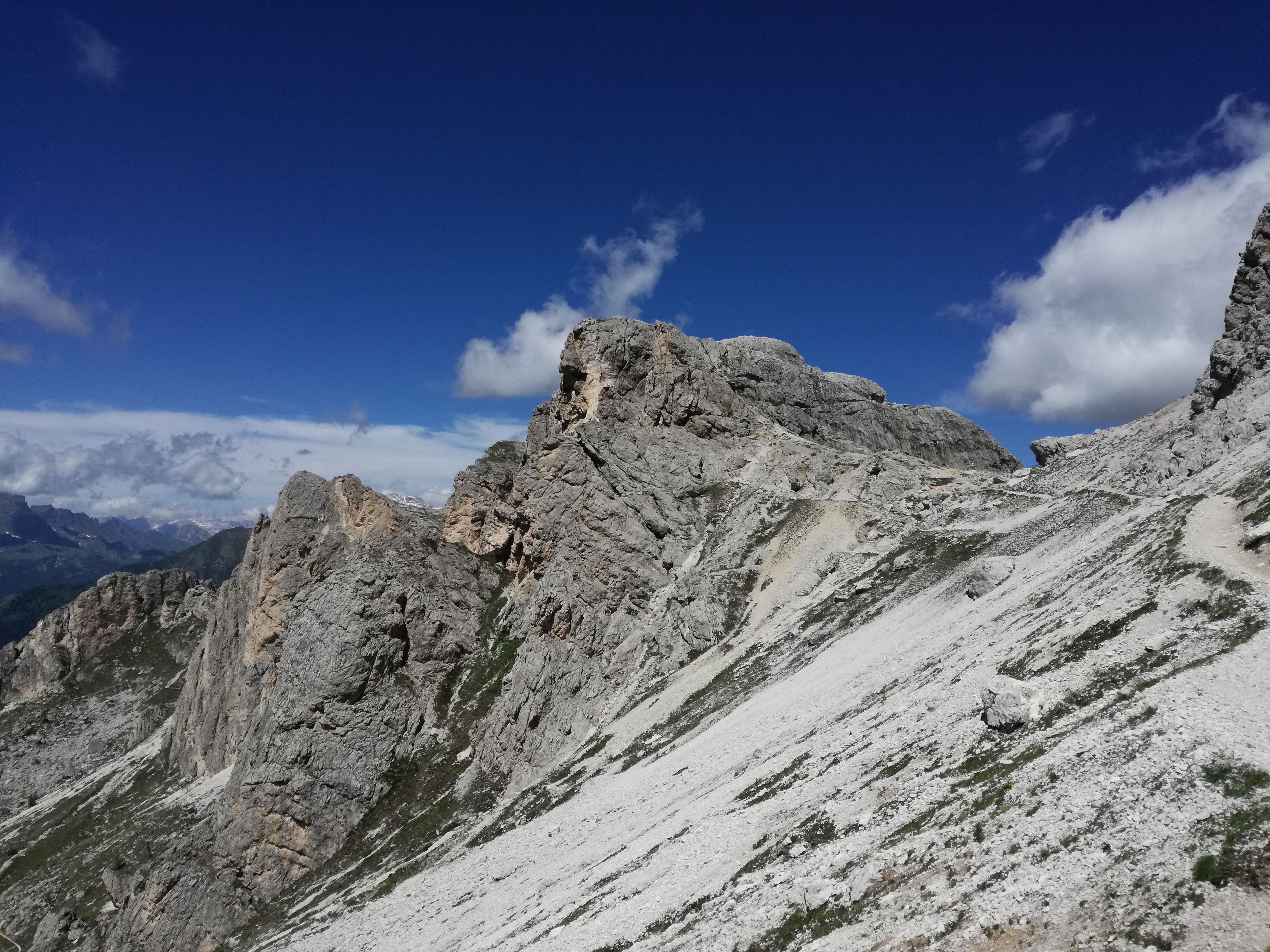
Croda Negra und rechts die Forcella Averau
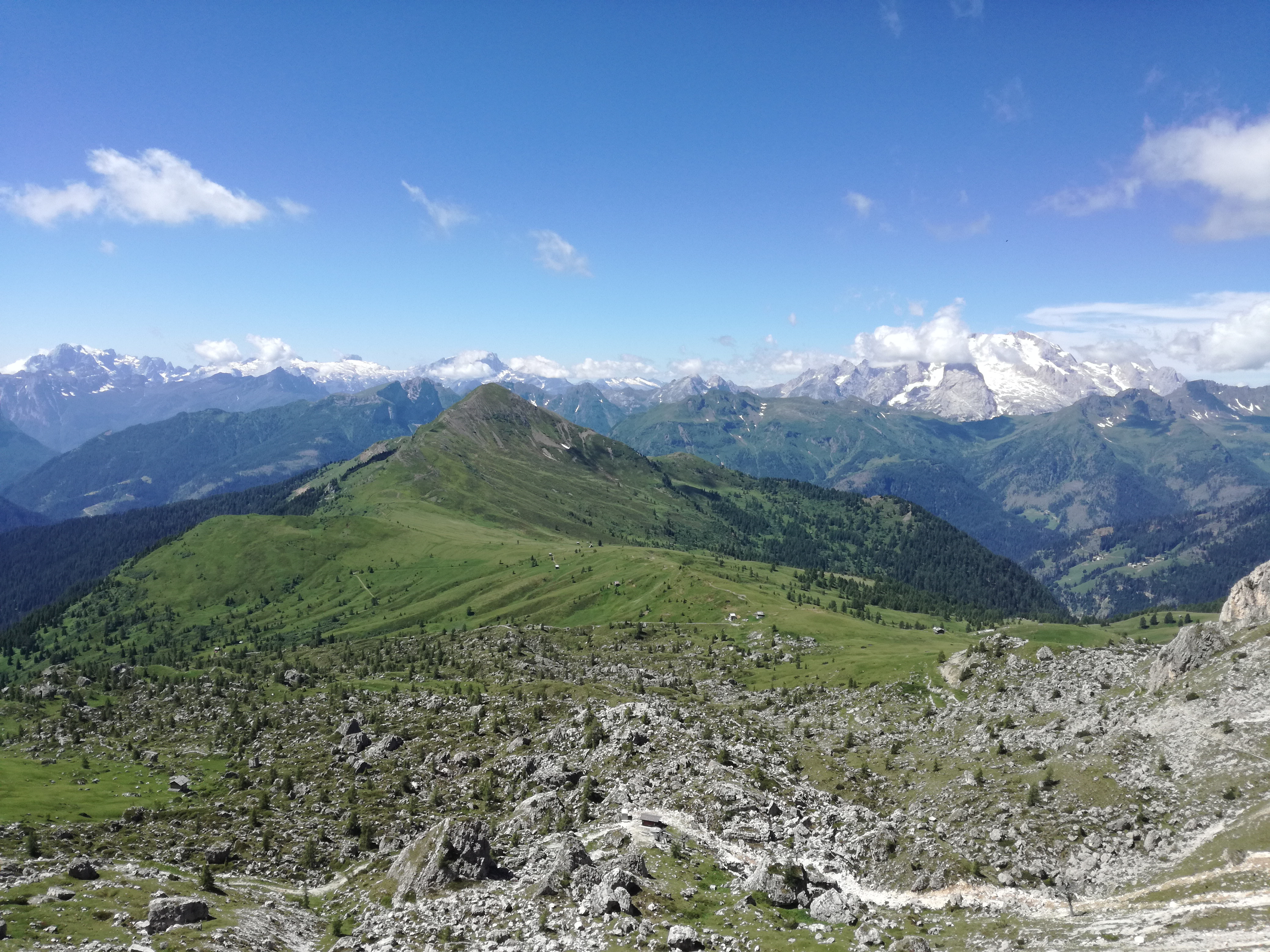
Reste des Blockgletschers unterhalb des Monte Averau mit dem Monte Pore

### Winterskigebiet
Auf die Nuvolaugruppe führen sowohl von der Nordseite als auch vom Südwesten mehrere Aufstiegsanlagen. Das Skigebiet um Averau und Cinque Torri gehört zum Skigebiet von Cortina d’Ampezzo und ist Teil der Skischaukel Dolomiti Superski. Der weitere Ausbau des Skigebietes und damit verbundener Infrastrukturen auch im Hinblick auf die Olympischen Winterspiele 2026 löste 2020 den Protest von Umweltschützern aus.

## Alpinismus
Die Alpinisten begannen sich für die Gruppe erst zu interessieren, nachdem höhere oder prestigeträchtigere Berge wie die Tofana di Mezzo (1863), die Marmolata (1864) oder die Große Zinne (1869) durch die Pioniere der alpinistischen Erschließung der Dolomiten wie Paul Grohmann bestiegen waren. 1874 begann mit der Besteigung des Averau über die östliche Rinne durch Richard Issler und den einheimischen Führer Santo Siorpaes die Erschließung der Nuvolaugruppe. Insbesondere die Monolithen ähnlichen Cinque Torri sollten das Interesse zahlreicher Klettergenerationen wecken. Die Nordspitze der Torre Grande wurde erstmals 1880 durch den Briten G. C. Wall und den einheimischen Führer Giuseppe Ghedina bestiegen, die Südspitze zwölf Jahre später durch den Berliner Leon Treptow und den Sextner Bergführer Sepp Innerkofler.
1883 wurde mit der Sachsendankhütte durch den Deutschen und Österreichischen Alpenverein (DÖAV) auch die erste Schutzhütte in der Gruppe errichtet, die nach der Zerstörung im Ersten Weltkrieg als Rifugio Nuvolau durch den Club Alpino Italiano (CAI) neu errichtet wurde. Der höchste und größte Turm der Cinque Torri entwickelte sich zu einem der am meisten bestiegenen Klettergipfeln rund um Cortina d’Ampezzo. Allein an den Cinque Torri gibt es rund ein Dutzend Routen verschiedener Schwierigkeitsgrade. Zahlreiche andere Kletterrouten bieten aber auch die anderen Erhebungen der Gruppe wie durch die zum Passo di Giau senkrecht abfallende Südwand der La Gusella oder die markanten Felsnadeln der Torre Luisa (2366 m), erstmals 1951 bestiegen und der Torre Esperria (2410 m), die 1928 erstmals bestiegen wurde.

## Geschichte
Die ersten menschlichen Spuren in der Nuvolaugruppe stammen aus dem Mesolithikum. Die Fundstellen von Feuerstein-Artefakten befinden sich in der Umgebung der Übergänge Falzarego und Giau. Zwischen Passo di Giau und dem Nuvolaurücken wurden unter mehreren Felsblöcken, die den mittelsteinzeitlichen Jägern Schutz boten, Feuersteinabschläge und Geräte aus Feuerstein gefunden. Am Monte Pore wurde 1866 entlang eines seit alters her benutzten Steiges eine Stein mit einer Inschrift aus vorrömischer Zeit entdeckt, der dem Volk der Veneter zugeschrieben wird und dessen Bedeutung bislang nicht geklärt werden konnte. Der Fund zeugt von der Besiedlung dieser Gegend durch die Veneter in der Eisenzeit. Möglicherweise steht er mit der Eisenerzgewinnung am Monte Pore in Verbindung, die damit bereits wesentlich früher bekannt gewesen sein könnte als aus den erstmals 1177 schriftlich erwähnten Quellen bekannt ist. Das Original ist im Stadtmuseum Bozen aufbewahrt, eine Kopie im Heimatmuseum in Selva di Cadore.
Über fünf Jahrhunderte waren die Almflächen im Val di Coteana nordöstlich des Passo di Giau zwischen Ampezzo und San Vito di Cadore umstritten. An der Grenze, die eine Zeit lang auch die Grenze zwischen dem Habsburgerreich und der Republik Venedig bildete wurde 1753 eine Grenzmauer errichtet, auch als Mauer des Giau bezeichnet, deren Reste noch zu erkennen sind. Entlang der Mauer verlief bis 1918 auch die Grenze zwischen Österreich-Ungarn und dem Königreich Italien.
Während des Ersten Weltkrieges wurde die Nuvolaugruppe einen Tag nach dem italienischen Kriegseintritt am 24. Mai 1915 von Alpini des Alpini-Bataillon Fenestrelle besetzt. Die österreichisch-ungarische Armee hatte sich vorher auf leichter zu verteidigende Positionen nördlich des Falzarego-Passes rund um den Lagazuoi und dem westlich gelegenen Schreckenstein zurückgezogen.
Das italienische Heer errichtete unter anderem bei den Cinque Torri mehrere Artilleriestellungen, die die österreichisch-ungarischen Stellungen rund um den Lagazuoi empfindlich störten und zu Beginn vergeblich vom Werk Tre Sassi am Valparolapass unter Feuer genommen wurden. Nach der Ankunft des Deutschen Alpenkorps wurde die Sachsendankhütte auf dem Monte Nuvolau von den Deutschen in Brand geschossen.
Im Laufe des Krieges diente das Gebiet als italienischer Bereitstellungsraum bei der Ersten, Zweiten und Dritten Dolomitenoffensive sowie als logistische Basis für den Minenkrieg am Lagazuoi und Schreckenstein. Vom Monte Averau beobachteten der italienische König Viktor Emanuel III. und Generalstabschef Luigi Cadorna am 11. Juli 1916 die Minensprengung am Schreckenstein.
Zwischen Monte Pore und Nuvolau errichteten die Italiener ihre Auffangstellung, an der ein eventueller Vorstoß der österreichisch-ungarischen aufgehalten werden sollte. Bis zum November 1917 kam es in 29 Kriegsmonaten zu keinen größeren Veränderungen am Frontverlauf. Nach der verheerenden italienischen Niederlage bei Karfreit im Zuge der Zwölften Isonzoschlacht mussten sich die italienischen Truppen von der Nuvolaugruppe und den übrigen Dolomiten bis zum Monte Grappa zurückziehen.
An die Ereignisse des Ersten Weltkrieges erinnert ein zwischen 2000 und 2001 errichtetes Freilichtmuseum mit wiederaufgebauten Schützengräben, Baracken und Artilleriestellungen bei den Cinque Torri.
1970 wurde der Sessellift 5 Torri eröffnet. Damit begann die Erschließung der Nuvolaugruppe für den Wintersport.

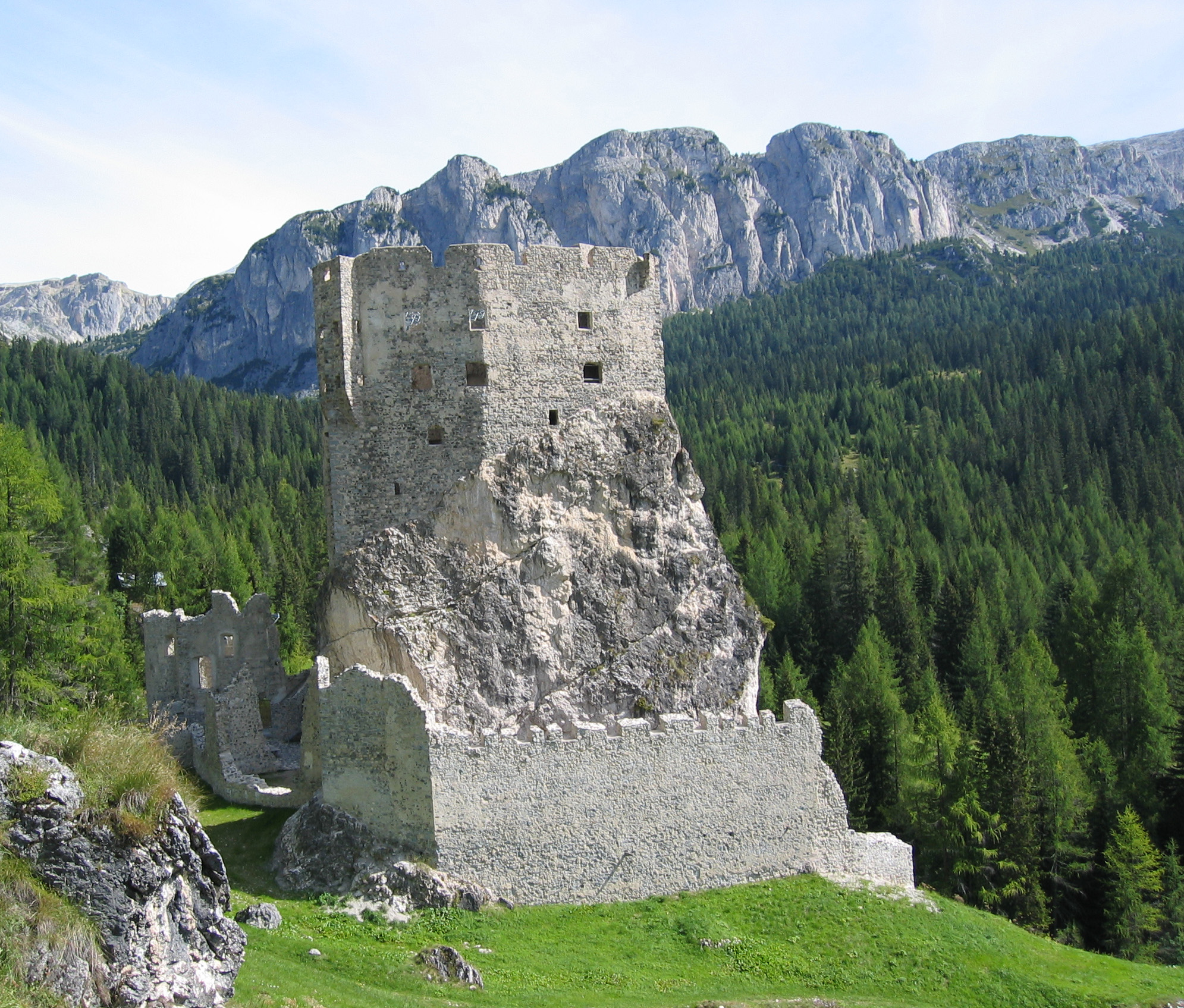
Burgruine Andraz mit dem Nuvolaurücken im Hintergrund
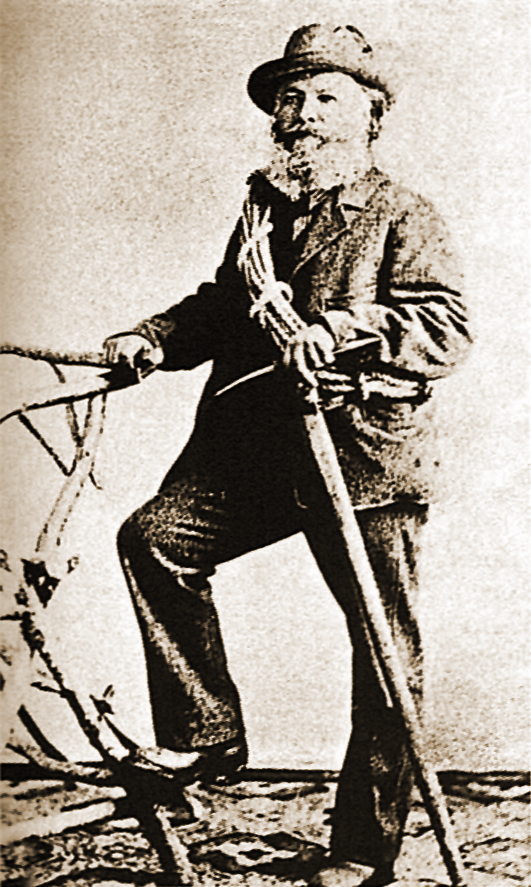
Santo Siorpaes, Erstbesteiger des Monte Averau (1874)
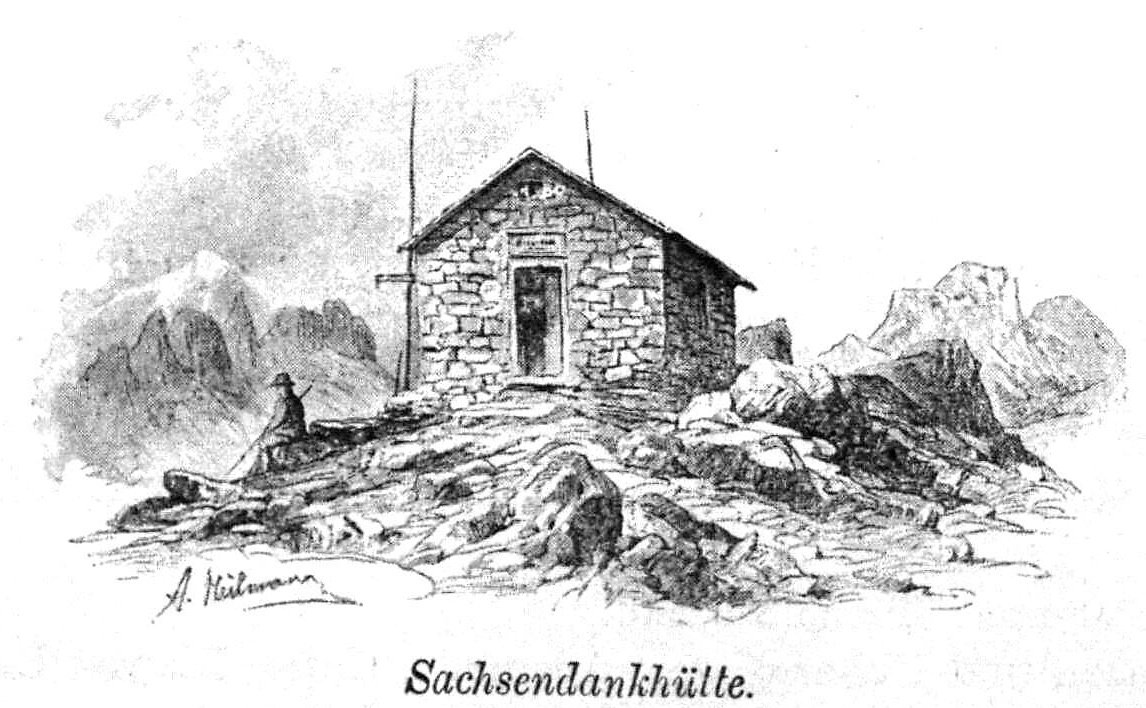
Die 1883 eröffnete Sachsendankhütte des DÖAV auf dem Monte Nuvolau war die erste Schutzhütte in den östlichen Dolomiten
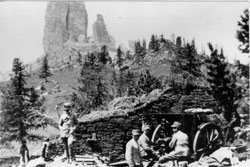
Italienische Artilleriestellung bei den Cinque Torri
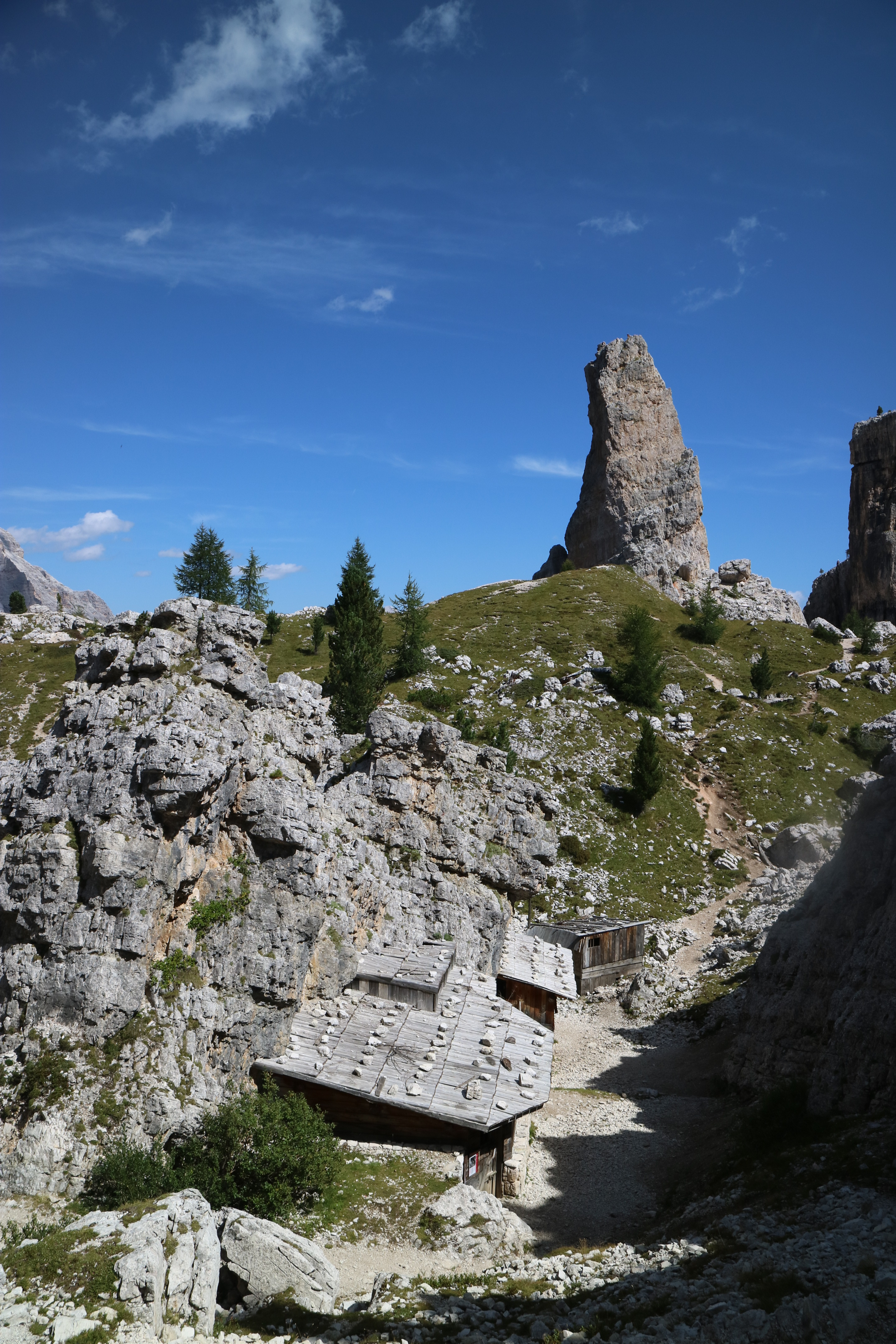
Italienische Kriegsbaracken im Freilichtmuseum Cinque Torri

### Karten
- APAT – Agenzia per la protezione dell’ambiente e per i servizi technici: Carta Geologica d’Italia. Foglio 29 Cortina d’Ampezzo. Digitalisat